# Atrichopogon latipygus
Atrichopogon latipygus är en tvåvingeart som beskrevs av Vaillant 1957. Atrichopogon latipygus ingår i släktet Atrichopogon och familjen svidknott. Inga underarter finns listade i Catalogue of Life.